# Антонен Гігонна
Антонен Ґіґонна (фр. Antonin Guigonnat) — французький біатлоніст, олімпієць, чемпіон світу та призер світових першостей, призер змагань на кубок світу.  
Золоту медаль чемпіона світу Гігонна виборов на світовій першості 2021 року, що проходила в словенській Поклюці, в одиночній змішаній естафеті разом із Жулією Сімон. 

## Олімпійські ігри
| Ігри           | Інд | Спр | Пр | МС | Ест | ЗЕ |
| -------------- | --- | --- | -- | -- | --- | -- |
| Пхьончхан 2018 | 23  | 27  | 19 | 19 | 5   | —  |

## Чемпіонати світу
| Ігри           | Інд | Спр | Пр | МС | Ест | ЗЕ | Одиночна ЗЕ |
| -------------- | --- | --- | -- | -- | --- | -- | ----------- |
| 2019 Естерсунд | —   | 20  | 7  |    |     | —  | 7           |